# Jowat

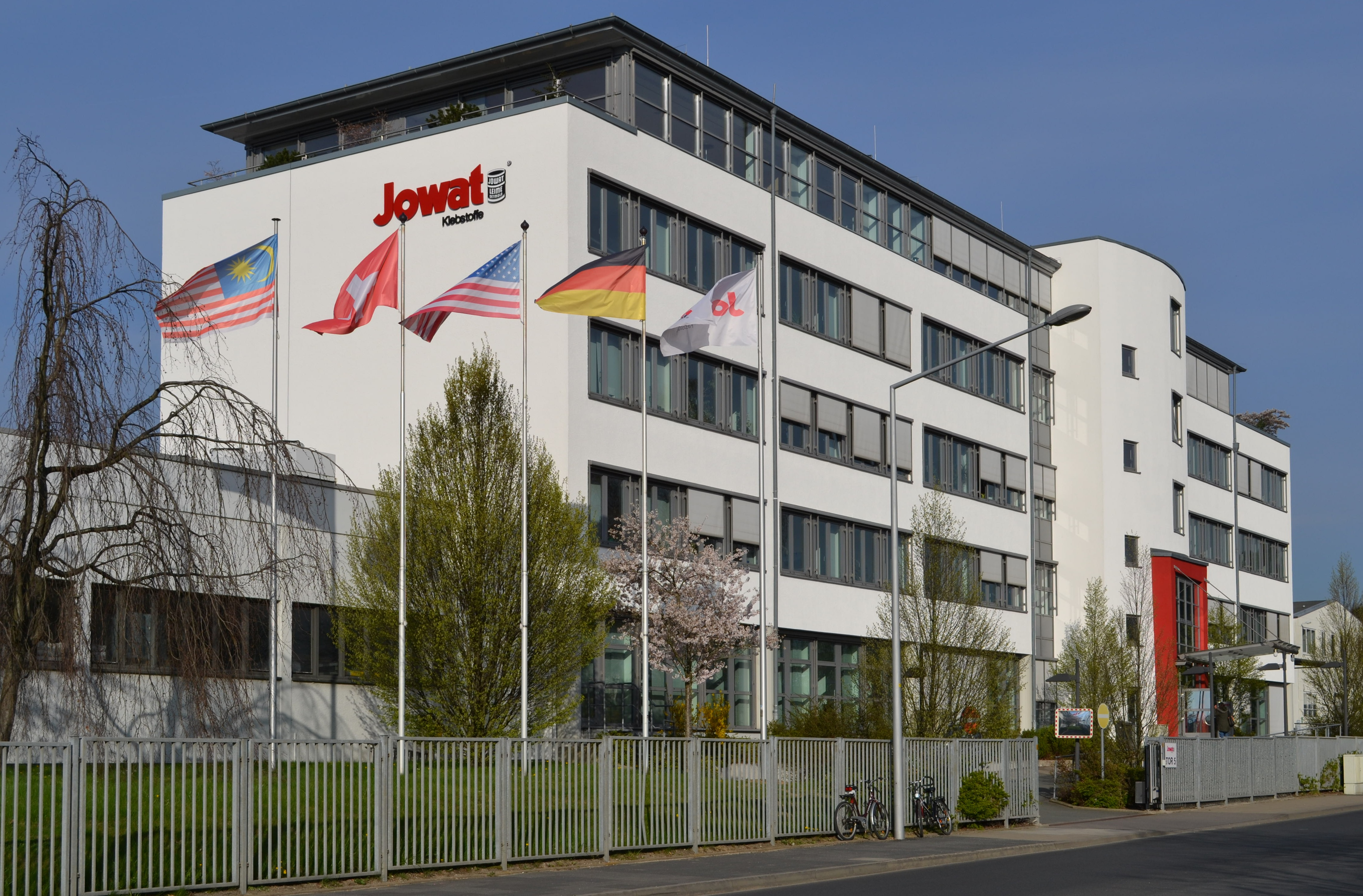
Firmensitz in Detmold

Die Jowat SE ist ein Unternehmen mit Sitz in Detmold, das weltweit Klebstoffe für den industriellen Einsatz produziert und vertreibt.

## Geschichte
Jowat wurde 1919 von Johannes Watzlawczik in Breslau gegründet. Sein Schwiegersohn Georg Lobers trat 1932 als mitverantwortlicher Geschäftsleiter in die Firma ein. Nach Watzlawcziks Tod im Jahr 1938 übernahm sein anderer Schwiegersohn Heinrich Frank den zweiten Platz in der Geschäftsleitung. Als es 1945 infolge des Zweiten Weltkriegs zur Teilung Deutschlands kam, siedelte sich die Firma in Detmold in der Nähe der holzverarbeitenden Industrie an.

## Jowat heute
In Deutschland gibt es zwei Produktionsstätten, ein Werk am Stammsitz in Detmold und einen Betrieb in Elsteraue bei Leipzig. Darüber hinaus bestehen drei verbundene Produktionsgesellschaften, nämlich die Jowat Swiss AG in der Schweiz, die Jowat Corporation in den USA, sowie die Jowat Malaysia.
Eine weltweite Vertriebsstruktur über Tochtergesellschaften mit eigenem Außendienst, sowie zahlreichen Partnerfirmen, gewährleisten anwendungstechnische Unterstützung vor Ort. In den letzten Jahren erreichte Jowat nach eigenen Angaben Wachstumsraten von 10 Prozent pro Jahr. Mit über 1.200 Mitarbeitern wurde 2019 ein Umsatz von über 330 Millionen Euro erzielt.
Seit März 2015 ist Jowat eine SE. Die Begründung liegt darin, dass fortschreitende Internationalisierung auch die Geschäftstätigkeit der Jowat-Unternehmensgruppe prägt und dass über 75 % der Konzernumsatzerlöse außerhalb Deutschlands erzielt werden. Knapp die Hälfte der rund 1.200 Mitarbeiter ist in weltweit agierenden Produktions- und Vertriebsgesellschaften tätig.

## Anwendungsbereiche
- Holz- und Möbelindustrie
- Papier- und Verpackungsindustrie
- Bauindustrie und tragende Holzkonstruktionen
- Polstermöbel-, Matratzen- und Schaumstoffindustrie
- Grafische Industrie und Buchbinderei
- Fahrzeugbau, Automobil- und Automobilzulieferindustrie
- Technische Textilien und Textilindustrie
- Sonstige industrielle Anwendungen inklusive Montage[1]

## Vertrieb
- Australien: Jowat Universal Adhesives Australia Pty. Ltd., Ingleburn, NSW
- Brasilien: Jowat do Brasil Ltda., Novo Hamburgo
- Chile: Jowat Chile SPA, Santiago de Chile
- China: Jowat (Peking) Adhesives Co. Ltd., Peking
- Deutschland: Jowat Klebstoffe GmbH, Elsteraue
- Frankreich: Jowat France sarl, Mâcon
- Großbritannien: Jowat UK Ltd., Newcastle-under-Lyme, Staffordshire
- Italien: Jowat Italia s.r.l., Osio Sotto (BG)
- Kanada: Jowat Canada Ltd., Mississauga
- Kolumbien: Jowat Andina S.A.S., Itagui
- Malaysia: Jowat (Malaysia) Sdn. Bhd., Balakong, Jowat Manufacturing (SEA) Sdn. Bhd., Bandar Enstek
- Mexiko: Jowat de Mexico S. de R.L. de C.V., Cuahtemoc
- Niederlande: Jowat Nederland B.V., Fleringen
- Polen: Jowat Polska Sp.z.o.o., Sady k. Poznania
- Russland: Jowat OOO, Moskau
- Schweden: Jowat Scandinavia AB, Malmö
- Schweiz: Jowat Swiss AG, Buchrain LU
- Thailand: Jowat (Thailand) Co., Ltd., Bangkok
- Türkei: Jowat Atasoy Yapıştırıcı Ürünler Ticaret A.Ş., Istanbul
- USA: Jowat Corporation, High Point, Novamelt-Jowat LLC, High Point
- Vereinigte Arabische Emirate: Jowat Middle East FZE, Sharjah[1]
- Vietnam: Jowat Vietnam Ltd. Co., Ho Chi Minh City

## Gesellschaftliches Engagement
Seit 1995 zeichnet Jowat erstklassige Arbeiten in der Klebstoff-Forschung aus. Der im zweijährigen Rhythmus vergebene Preis ging 2020 an Paulina Sierak.